# Museu Barbier-Muller d'Art Precolombí
El Museu Barbier-Muller d'Art Precolombí és un museu situat actualment a Ginebra (Suïssa), que mostra obres d'art precolombí de la col·lecció de Barbier-Muller, que abasten del 1500 a. C. al segle xvi. Del 1997 a 2012 va tenir la seu a Barcelona i estava gestionat per l'Ajuntament de Barcelona.

## Història
El Museu va obrir les portes a Barcelona al maig de 1997 fruit d'un préstec entre la família Barbier-Muller, propietària de la col·lecció i l'ajuntament de Barcelona. Les obres són el fruit del treball de Josef Muller (1887-1977), col·leccionista apassionat de l'art dels anomenats pobles "primitius" d'Àfrica, Àsia, Oceania i Amèrica. El conjunt que el va iniciar ha estat completat amb el del seu gendre, Jean Paul Barbier-Muller. Situat al Palau Nadal, un palau gòtic del carrer Montcada, era un museu intimista que exposava escultures de pedra i fusta, ceràmiques, tèxtils i orfebreria de les cultures olmeca, maya, asteca o inca, entre altres peces. El museu va tancar el 2012. Les 313 peces es van subhastar sis mesos després a París.